# Gebochelde karperzalm
De gebochelde karperzalm (Charax gibbosus) is een straalvinnige vissensoort uit de familie van de karperzalmen (Characidae). De wetenschappelijke naam van de soort is gepubliceerd in 1758 door Linnaeus in de tiende editie van Systema naturae.
Deze bentopelagische zoetwatervis komt in Zuid-Amerika voor: het bekken van de Essequibo, Guyana en de kustrivieren van Suriname. Hij kan een lengte van 14,4 cm bereiken en een gewicht van 30 g. Hij wordt ook in de baaien van het Brokopondostuwmeer aangetroffen.
Het visje wordt in aquaria gehouden. De vis wordt drie tot vijf jaar oud en nakweek is niet bekend. Het is een rustige maar schuwe vis die zich graag in vegetatie verschuilt. Net als de kopstaanders zwemt hij met zijn kop lager dan zijn staart. De vis is deels doorschijnend, wat de Engelse benaming glass headstander (glazen kopstaander) verklaart. Achter de kop verbreedt het lichaam zich ploteling wat de Nederlandse term gebocheld verklaart.
De vis eet insectenlarven, kleine visjes en garnalen. De eieren worden op planten afgezet en komen na ongeveer 30 uur uit.